# Doddapura, Chitradurga
Doddapura là một làng thuộc tehsil Chitradurga, huyện Chitradurga, bang Karnataka, Ấn Độ.